# メリート・イルピーノ
メリート・イルピーノ（伊: Melito Irpino）は、イタリア共和国カンパニア州アヴェッリーノ県にある、人口約1,900人の基礎自治体（コムーネ）。

## 地理

### 位置・広がり

#### 隣接コムーネ
隣接するコムーネは以下の通り。括弧内のBNはベネヴェント県所属を示す。
- アーピチェ (BN)
- アリアーノ・イルピーノ
- ボニート
- グロッタミナルダ

## 行政

### 分離集落
メリート・イルピーノには、以下の分離集落（フラツィオーネ）がある。
- Cozza, Incoronata, Fontana del bosco